# Navi Ore-bulk-Oil-Carrier

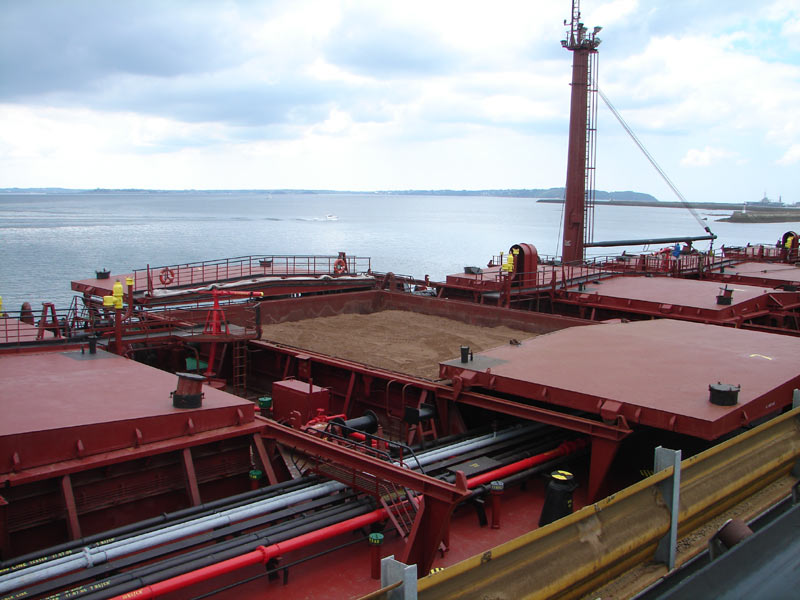
Particolare del ponte della nave OBO Maya

Per nave Ore-bulk-Oil-Carrier, conosciute anche come Combination carrier e OBO, si intendono delle navi che possono trasportare alternativamente carichi liquidi (petrolio) e secchi (minerali). Il concetto di base per la realizzazione di queste navi è quello di ridurre i tempi di viaggio nei quali la nave viaggia senza carico.
Le navi OBO sono tra le più grandi navi portarinfuse realizzate ed in Russia si usa inserire il termine che le indica in lingua russa per ore-bulk-oil carrier, nefterudovoz (нефтерудово, trasporto di petrolio/minerali), nel nome della nave, per es. Nefterudovoz-51M.

## Sviluppo
L'idea di realizzare questa nuova tipologia di navi che potessero svolgere il ruolo delle petroliere e delle navi portarinfuse, e quindi di poter operare in tutti e due questi mercati, trovò realizzazione nella Naess Norseman, prima nave OBO ad essere costruita. La nave venne realizzata presso i cantieri A.G. Weser per la società di navigazione Norness Shipping, a sua volta controllata dalla Erling Dekke Næss. Il progetto si deve al capo architetto T. M. Karlsen. La nave venne consegnata nel novembre del 1965 e le sue dimensioni erano le seguenti: lunghezza 250 m, larghezza 31,6 m, pescaggio 13,5 m, portata 37.965 tonnellate.
Le navi di questo tipo in breve tempo divennero popolari tra gli armatori di tutto il mondo e ne furono costruite centinaia di esemplari. Il periodo d'oro delle navi OBO furono i primi anni '70. Nel decennio successivo divenne evidente che questa tipologia di nave richiedeva una manutenzione più costosa delle altre navi. Inoltre il passaggio tra carico liquido e carico secco richiedeva molto tempo ed era costoso. Inoltre restavano in essere alcune limitazioni. Per esempio se la nave aveva trasportato petrolio non poteva trasportare grano o altri carichi sensibili ma poteva imbarcare solo i minerali o altri carichi simili. Pertanto mano a mano che le navi OBO costruite negli anni '70 diventavano più vecchie si cominciò ad utilizzarle come pure portarinfuse o petroliere.
Nel 1990 un piccolo numero di OBO con portata da 70.000 - 100.000 tonnellate di portata sono state costruite per degli armatori Danesi e Norvegesi.

## LeOBOOggi
Oggi le OBO non sono più così comuni come negli anni '70 e negli anni '80. In parte questo è dovuto al fatto che coloro che vogliono investire preferiscono degli asset che siano di facile valutazione e le navi di questa tipologia sono apprezzate solo da coloro che le hanno usate.
La flessibilità premessa da queste navi è però ancora apprezzata da alcuni armatori. La SKS Tankers opera la grande flotta al mondo di navi OBO dei nostri giorni (2013) con 12 navi di questo tipo. La SKS Mersey è stata consegnata dai cantieri Hyundai Heavy Industries nel 2003 ed, al momento, è l'ultima nave OBO ad essere stata realizzata.
Una flotta di piccole navi OBO da diverse migliaia di tonnellate per la navigazione nelle acque interne sono state usate per decenni sui fiumi della Russia principalmente da parte della Volgotanker.

## Incidenti
Incidenti hanno coinvolto la Berge Istra e la MV Berge Vanga. Il più famoso incidente che vede coinvolta una nave OBO è quello della Derbyshire. La nave, che aveva una portata di 180.000 DWT, nel settembre del 1980 divenne la più grande nave britannica mai scomparsa in mare. Affondò nel Pacifico durante un tifone mentre trasportava minerale di ferro da Sept-Îles, Canada, verso il Giappone.